# União das Freguesias de Souselas e Botão
União das Freguesias de Souselas e Botão, kurz Souselas e Botão, ist eine Gemeinde (Freguesia) im Kreis (Concelho) von Coimbra im mittleren Portugal.
In der Gemeinde leben 4.680 Einwohner auf einer Fläche von 33,01 km² (Stand nach Zahlen von 2011).
Die Gemeinde entstand im Zuge der Gebietsreform in Portugal am 29. September 2013 durch Zusammenlegung der Gemeinden Souselas und Botão. Souselas wurde Sitz der Gemeinde, die ehemalige Gemeindeverwaltung in Botão blieb als Außenstelle und Bürgerbüro weiter bestehen.